# Bande de filles
Bande de filles (Engels: Girlhood) is een Franse film uit 2014 onder regie van Céline Sciamma. De film ging in première op 15 mei op het Filmfestival van Cannes in de sectie Quinzaine des réalisateurs en had zijn Belgische avant-première op het Festival international du film francophone de Namur.

## Verhaal
Nadat Marieme niet slaagt voor haar tweede zit, verlaat ze haar school in de Parijse voorstad. Ze ontmoet drie andere meisjes die haar onder hun hoede nemen en haar leren assertief te zijn. Ze verandert haar naam en kleding om bij de bende opgenomen te worden, in de hoop haar weg naar vrijheid te vinden.

## Rolverdeling
| Acteur          | Personage     |
| --------------- | ------------- |
| Karidja Touré   | Marieme / Vic |
| Assa Sylla      | Lady / Sophie |
| Lindsay Karamoh | Adiatou       |
| Mariétou Touré  | Fily          |
| Cyril Mendy     | Djibril       |
| Idrissa Diabaté | Ismaël        |

## Prijzen & nominaties
| jaar | prijs                                         | categorie             | genomineerde(n) | uitslag     |
| ---- | --------------------------------------------- | --------------------- | --------------- | ----------- |
| 2014 | Festival van Cannes                           | Queer Palm            | Céline Sciamma  | Genomineerd |
| 2014 | Internationaal filmfestival van San Sebastián | TVE Otra Mirada Award | Céline Sciamma  | Gewonnen    |